# Ernst Woller

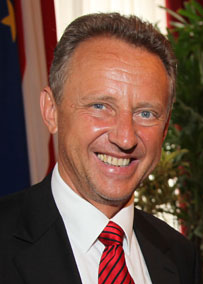
Ernst Woller (2013)

Ernst Woller (* 2. März 1954 in Wien) ist ein österreichischer Politiker (SPÖ). Nach zehn Jahren als Bezirksrat im 3. Wiener Gemeindebezirk zog Woller 1988 zum ersten Mal in den Wiener Gemeinderat und Landtag ein, bis er 1991 Mitglied des Bundesrates wurde. Von 1993 bis Juni 2025 war Woller erneut Abgeordneter in Wien, ab 2018 saß er dem Landtag als Erster Präsident vor.

## Ausbildung und Beruf
Ernst Woller besuchte zwischen 1960 und 1964 die Volksschule Kleistgasse und danach das Bundesgymnasium Kundmanngasse, beide im 3. Wiener Gemeindebezirk Landstraße. Woller legte 1972 die Matura ab und studierte Rechentechnik an der Technischen Universität Wien, was er 1979 abschloss. Zudem studierte Woller von 1979 bis 1983 Politikwissenschaft und Pädagogik an der Universität Wien, brach das Studium jedoch im Dissertationsstadium ab.
Woller war von 1979 bis 1993 Angestellter des Dr.-Karl-Renner-Instituts (Landestellenleiter der Landesstelle Wien).Von 1993 bis 2018 war er bei der Wiener Städtische Versicherung AG beschäftigt.

### Berufliche Laufbahn
- 1972–1979	Studium der Rechentechnik an der TU Wien
- 1979	Abschluss des Diplomstudiums der Rechentechnik
- 1979–1983	Studium der Politikwissenschaft und der Pädagogik an der Universität Wien
- 1979–1993	Angestellter des Dr.-Karl-Renner-Instituts (Landesstellenleiter der Landesstelle Wien)
- 1993–2018	Angestellter der Wiener Städtische Versicherung AG

## Politik
Woller arbeitete zwischen 1967 und 1983 bei der Sozialistischen Jugend (SJ) Landstraße mit. Von 1975 bis 1982 war Woller Stellvertretender Verbandsvorsitzender sowie Wiener Landesvorsitzender der SJ. Seit 1978 ist er Vorsitzender der Sektion 1/2/4 im Bezirk Landstraße und war 1978 bis 1988 Bezirksrat. Nachdem Woller von 1988 bis 1991 Abgeordneter im Wiener Landtag und Gemeinderat gewesen war, saß er zwischen 1991 und 1993 im Bundesrat. Danach kehrte er wieder in den Wiener Landtag und Gemeinderat zurück, dem er seit 1993 ununterbrochen angehört. Seit 2018 ist Ernst Woller Erster Präsident des Wiener Landtages.

### Politische Laufbahn
- 1967–1983 	 Mitarbeiter der Sozialistischen Jugend Landstraße
- 1975–1982 	 Stellvertretender Verbandsvorsitzender der Sozialistischen Jugend Österreichs, Landesvorsitzender der Sozialistischen Jugend Wien
- 1978–2018 	 Vorsitzender der Sektion 1/2/4 der SPÖ Landstraße
- 1978–1988 Mitglied der Bezirksvertretung Landstraße
- 1988–1991 	 Wiener Landtagsabgeordneter und Gemeinderat
- 1991–1993 	 Mitglied des Bundesrats
- seit 1991 	 Stellvertretender Bezirksparteivorsitzender der SPÖ Landstraße
- seit 1993 	 Vorsitzender des Wiener Bildungsausschusses der SPÖ
- 1993–2025 	 Wiener Landtagsabgeordneter und Gemeinderat; von 1995 bis 2018 Vorsitzender des Gemeinderatsausschusses für Kultur und Wissenschaft in Wien,
- Stellvertretender Vorsitzender des Gemeinderatsausschusses für Europäische und Internationale Angelegenheiten

Am 25. Mai 2018 wurde Ernst Woller als Nachfolger von Harry Kopietz zum Ersten Präsidenten des Wiener Landtages gewählt. Des Weiteren ist er Vorsitzender des Ständigen Ausschusses des Landes bzw. der Stadt Wien. Nach der Landtags- und Gemeinderatswahl in Wien 2020 wurde als Landtagspräsident wiedergewählt.

## Privates
Ernst Woller ist verheiratet und hat drei Söhne und zwei Töchter.